# Lenvik
Lenvik est une ancienne commune de Norvège située dans le comté de Troms. Elle a fusionné le 1er janvier 2020 avec Berg, Torsken et Tranøy pour former la commune de Senja.

## Localités
- Aglapsvik (69° 27′ 46″ N, 18° 12′ 40″ E) ;
- Aspelund (69° 14′ 08″ N, 18° 10′ 33″ E) ;
- Bjorelvnes (69° 20′ 29″ N, 18° 05′ 16″ E) ;
- Bondjorda (69° 19′ 01″ N, 18° 02′ 55″ E) ;
- Botnhamn (69° 30′ 26″ N, 17° 54′ 10″ E) ;
- Bukkskinn (69° 21′ 28″ N, 18° 06′ 30″ E) ;
- Fagerli (69° 17′ 38″ N, 17° 46′ 35″ E) ;
- Finnfjord (69° 13′ 00″ N, 18° 05′ 10″ E) ;
- Finnfjordbotn / Vuotnabahta (69° 14′ 04″ N, 18° 05′ 38″ E|| 9300) ;
- Finnfjordeidet (69° 15′ 06″ N, 18° 10′ 08″ E) ;
- Fjordgård (69° 30′ 28″ N, 17° 37′ 43″ E) ;
- Gibostad (69° 21′ 18″ N, 18° 04′ 31″ E) ;
- Grasmyrskogen (69° 17′ 39″ N, 17° 47′ 17″ E) ;
- Grønjord (69° 24′ 48″ N, 18° 21′ 16″ E) ;
- Grunnvåg (69° 24′ 05″ N, 18° 02′ 34″ E) ;
- Husøy i Senja (69° 32′ 32″ N, 17° 39′ 45″ E) ;
- Indre Årnes (69° 24′ 39″ N, 17° 59′ 51″ E) ;
- Kårvikhamn (69° 23′ 38″ N, 18° 10′ 53″ E) ;
- Kvannåsen (69° 18′ 35″ N, 17° 53′ 04″ E) ;
- Langnes (69° 19′ 05″ N, 18° 13′ 34″ E) ;
- Laukhella (69° 15′ 10″ N, 17° 57′ 16″ E) ;
- Laukvik (69° 33′ 37″ N, 17° 53′ 56″ E) ;
- Leiknes (69° 18′ 30″ N, 18° 00′ 15″ E) ;
- Linberget (69° 20′ 41″ N, 18° 17′ 03″ E) ;
- Øyjord (69° 12′ 42″ N, 18° 04′ 39″ E) ;
- Rossfjordstraumen (69° 21′ 47″ N, 18° 18′ 49″ E) ;
- Silsand (69° 14′ 19″ N, 17° 56′ 20″ E) ;
- Skognes (69° 19′ 26″ N, 17° 54′ 03″ E) ;
- Sultindvik (69° 21′ 05″ N, 18° 29′ 10″ E) ;
- Tårnelvmoen (69° 18′ 49″ N, 18° 17′ 11″ E) ;
- Tennskjær (69° 28′ 34″ N, 18° 17′ 49″ E) ;
- Vågan ou Russevåg Nordre (69° 11′ 45″ N, 17° 56′ 41″ E) ;
- Vang (69° 28′ 29″ N, 18° 01′ 21″ E).